# Chrysso sicki
Chrysso sicki är en spindelart som beskrevs av Claude Lévi 1957. Chrysso sicki ingår i släktet Chrysso och familjen klotspindlar. Inga underarter finns listade i Catalogue of Life.